# Steve Grand
Steve Grand (ur. 28 lutego 1990 w Lemont) – amerykański model, piosenkarz wykonujący muzykę pop-rockową i country, osobowość internetowa oraz działacz LGBT.
Zdobył popularność w 2013, po wydaniu teledysku do swojego debiutanckiego singla „All American Boy”, który stał się internetowym hitem niecały tydzień po premierze. W 2015 ukazał się jego debiutancki album studyjny zatytułowany All American Boy. W grudniu tego samego roku opublikował w sieci kolejny teledysk o tematyce homoseksualnej – klip do własnej wersji przeboju „All I Want for Christmas Is You” Mariah Carey.

## Dzieciństwo i edukacja
Urodził się i dorastał w Lemont w stanie Illinois. Uczył się w Liceum w Lemont, a po jego ukończeniu studiował na Uniwersytecie Belmonckim w Nashville w Tennessee. Po roku wrócił do Chicago, gdzie zaczął studia na Uniwersytecie w Illinois, jednak również ich nie ukończył, ponieważ skoncentrował się na karierze muzycznej.
Jako dziecko podziwiał komiksową postać Charliego Browna. W wieku jedenastu lat zaczął pisać swoje pierwsze utwory. Muzyką zainteresował go ojciec.

## Kariera
Przed rozpoczęciem kariery muzycznej działał w branży modelingowej pod różnymi pseudonimami. W 2011, pod pseudonimem Steve Diesel, pojawił się na okładce australijskiego magazynu „DNA”, w którym ukazała się także sesja zdjęciowa z jego udziałem zrealizowana przez Toma Cullisa.
Do 2013 grał na fortepianie w czterech chicagowskich kościołach oraz lokalnych klubach. W tym samym czasie realizował swoje pierwsze covery piosenek m.in. Lady Gagi, Bruno Marsa, One Direction i Journey, które później publikował na swoim kanale w serwisie YouTube pod pseudonimem Steve Starchild.
2 lipca 2013 umieścił w sieci teledysk do swojego pierwszego singla – „All American Boy”, w którym poruszył temat nieszczęśliwej miłości homoseksualnej. Klip nagrany za 7 tys. dolarów szybko stał się internetowym hitem i zapewnił piosenkarzowi popularność w kraju, uzyskując wynik ponad miliona wyświetleń w ciągu doby od premiery. Jak sam przyznał, napisał piosenkę podczas „pijackiej, fortepianowej jam session w trakcie imprezy”, zaś w nagraniach pomógł mu jego kolega Max Steger. Po publikacji klipu pojawił się w kilku programach telewizyjnych, w tym m.in. w Good Morning America i Windy City Live. Po premierze teledysku niektóre media okrzyknęły Granda „pierwszym wyoutowanym gejowskim piosenkarzem country”, choć w rzeczywistości nie jest to prawda. Po udzieleniu wywiadów w kilku różnych mediach, zaprzeczył także, jakoby był artystą wykonującym muzykę country: Nie szufladkowałbym się jako artysta country. Ale jeśli słyszą to w mojej muzyce, to dobrze. Nie jestem pewien, czy pasuję do jakiejkolwiek szuflady. Chcę po prostu tworzyć muzykę, która porusza ludzi. Jeśli tak się dzieje, jestem szczęśliwy.
Na początku września ukazał się jego drugi singiel – „Stay”. W listopadzie znalazł się na corocznej liście Out 100 przygotowywanej przez gejowski magazyn Out.
Pod koniec lutego 2014 premierę miał kolejny singiel – „Back to California”. W kwietniu opublikował kolejny utwór zapowiadający jego debiutancki album – „Time”, a także swoją wersję utworu „Bennie and the Jets” z repertuaru Eltona Johna, który w październiku ukazał się w formie singla. W tym samym roku wystąpił także podczas ceremonii otwarcia Światowej Parady Równości organizowanej w Toronto.
24 marca 2015 ukazał się jego debiutancki album studyjny zatytułowany All American Boy. Płyta została wydana za składki zebrane podczas internetowej zbiórki pieniędzy zorganizowanej za pośrednictwem portalu Kickstarter. Podczas kampanii piosenkarz zebrał łącznie ponad 326 tys. dolarów od ponad 4,9 tys. internautów, co okazało się trzecim najwyższym wynikiem uzyskanym na projekt muzyczny w historii serwisu. Krążek zadebiutował na 47. miejscu notowania Billboard 200 oraz na trzecim miejscu listy najczęściej kupowanych albumów niezależnych. W grudniu opublikował teledysk do swojej wersji przeboju „All I Want for Christmas Is You” Mariah Carey, w którym ponownie poruszył temat homoseksualnej miłości.
Wśród swoich muzycznych inspiracji wymienia takich artystów, jak: The Beatles, The Rolling Stones, Led Zeppelin, Neil Young, Bruce Springsteen, Elton John, Billy Joel, Blink-182, Green Day, Taking Back Sunday, Brand New i Fall Out Boy.

## Życie prywatne
Steve Grand jest gejem. Piosenkarz wiedział o swojej orientacji seksualnej już jako trzynastolatek, jednak coming outu dokonał w wieku dziewiętnastu lat.

## Dyskografia
- 2015: All American Boy